# 黄铭钧
黄铭钧（英語：Beng Chin Ooi，1962年—）是新加坡籍华人计算机科学家，被选为中国科学院外籍院士、新加坡科学院院士、新加坡工程院院士、欧洲科学院外籍院士。曾任浙江大学求是讲席教授、新加坡国立大学李光前百年纪念讲席教授。

## 生平
1962年出生于马来西亚吉打的一个华人家庭，家里排行第七，有三个哥哥、三个姐姐和三个妹妹。在槟城读中学，1980年前往悉尼学习设计，三个月后前往墨尔本改学计算机。1985年获得莫纳什大学计算机科学学士学位，1989年获得该校计算机科学博士学位。之后加入新加坡国立大学，2000年升任教授，2007年至2013年，担任新加坡国立大学计算机学院院长。2025年3月，为助力中国浙江省的大数据管理与分析处理系统和浙江大学软件学院在大数据领域的学科建设，黄铭钧全职加盟浙江大学软件学院。

## 荣誉
- 2008年被选为電機電子工程師學會会士
- 2011年被选为计算机协会会士
- 2013年获新加坡国立大学杰出研究奖
- 2016年被选为新加坡科学院院士
- 2016年获中国计算机学会海外杰出贡献奖
- 2022年被选为欧洲科学院外籍院士
- 2023年被选为新加坡工程院院士
- 2023年被选为中国科学院外籍院士，也是唯一的新加坡学者[5]